# Marcos Paulo
Marcos Paulo Costa do Nascimento (São Gonçalo, 1 februari 2001) is een Braziliaans-Portugees voetballer die doorgaans speelt als spits. In januari 2025 verruilde hij Atlético Madrid voor Boavista.

## Clubcarrière
Paulo speelde vanaf zijn elfde in de jeugd van Fluminense, waarvoor hij later ook zijn debuut zou maken. Zijn eerste competitiewedstrijd speelde hij op 18 mei 2019, thuis tegen Cruzeiro. Nino en Luciano scoorden voor de thuisploeg, waarna Robinho voor een tegengoal zorgde. Paulo, die elf minuten voor tijd van coach Fernando Diniz mocht invallen voor Luciano, zorgde voor twee assists op João Pedro. Die besliste daarmee de uitslag op 4–1. Op 27 oktober 2019 kwam de spits voor het eerst tot scoren. Nadat Everaldo Stum namens Chapecoense de score had geopend, zorgde Paulo in de tweede helft voor de gelijkmaker: 1–1.
In de zomer van 2021 verliep zijn verbintenis bij Fluminense, waarop hij transfervrij overstapte naar Atlético Madrid, waar hij voor vijf jaar tekende. Atlético verhuurde Paulo direct aan Famalicão. Het jaar erop werd hij opnieuw verhuurd, nu aan Mirandés. In de winterstop keerde Paulo terug naar Madrid, om verhuurd te worden aan São Paulo. De eerste helft van 2024 bracht hij zonder speelminuten weer door bij Atlético, waarna RWD Molenbeek hem huurde. Hij keerde in november weer terug naar Atlético. Die club liet hem in januari 2025 transfervrij terugkeren naar Brazilië, waar hij voor Boavista ging spelen. Die club verhuurde hem in april aan Operário.

## Clubstatistieken
| Seizoen | Club            | Competitie       | Competitie | Competitie | Beker | Beker | Internationaal | Internationaal | Totaal | Totaal |
| Seizoen | Club            | Competitie       | Wed.       | Dlp.       | Wed.  | Dlp.  | Wed.           | Dlp.           | Wed.   | Dlp.   |
| ------- | --------------- | ---------------- | ---------- | ---------- | ----- | ----- | -------------- | -------------- | ------ | ------ |
| 2019    | Fluminense      | Série A          | 27         | 4          | 2     | 0     | 6              | 2              | 35     | 6      |
| 2020    | Fluminense      | Série A          | 35         | 6          | 5     | 2     | 2              | 0              | 42     | 8      |
| 2021    | Fluminense      | Série A          | 0          | 0          | 0     | 0     | 0              | 0              | 0      | 0      |
| 2021/22 | Atlético Madrid | Primera División | —          | —          | —     | —     | —              | —              | 0      | 0      |
| 2021/22 | → Famalicão     | Primeira Liga    | 15         | 0          | 5     | 0     | —              | —              | 20     | 0      |
| 2022/23 | → Mirandés      | Segunda División | 13         | 1          | 2     | 1     | —              | —              | 15     | 2      |
| 2023    | → São Paulo     | Série A          | 20         | 2          | 3     | 1     | 0              | 0              | 23     | 3      |
| 2023/24 | Atlético Madrid | Primera División | 0          | 0          | 0     | 0     | 0              | 0              | 0      | 0      |
| 2024/25 | → RWD Molenbeek | Eerste klasse A  | 2          | 0          | 0     | 0     | —              | —              | 2      | 0      |
| 2025    | Boavista        | Carioca          | 8          | 2          | 1     | 0     | —              | —              | 9      | 2      |
| 2025    | → Operário      | Série B          | 0          | 0          | 0     | 0     | —              | —              | 0      | 0      |
| Totaal  | Totaal          | Totaal           | 120        | 15         | 18    | 4     | 8              | 2              | 146    | 21     |

Bijgewerkt op 11 april 2025.